# Distretto di Hammam Bou Hadjar
Il distretto di Hammam Bou Hadjar è un distretto della provincia di ʿAyn Temūshent, in Algeria, con capoluogo Hammam Bou Hadjar.

## Comuni
I comuni del distretto sono:
- Hammam Bou Hadjar
- Chentouf
- Oued Berkeche
- Hassasna